# 正徳 (李珍)
正徳（せいとく）は、中国、唐代の岐王李業の子李珍が建てた私年号。761年。羅振玉の『増紀元編』にのみ記載がある。

## 西暦・干支等との対照表
| 正徳 | 元年  |
| 西暦 | 761年 |
| 干支 | 辛丑  |
| 唐   | 上元2 |